# Sommerau (Baix Rin)
Sommerau és un municipi nou francès, situat al departament del Baix Rin i a la regió del Gran Est.
Forma part del cantó de Saverne, del districte de Saverne i de la Comunitat de comunes del Pays de Saverne.
Creat a l'1 de gener de 2016 amb la fusió del municipis d'Allenwiller, Birkenwald, Salenthal i Singrist.